# Cinodesma

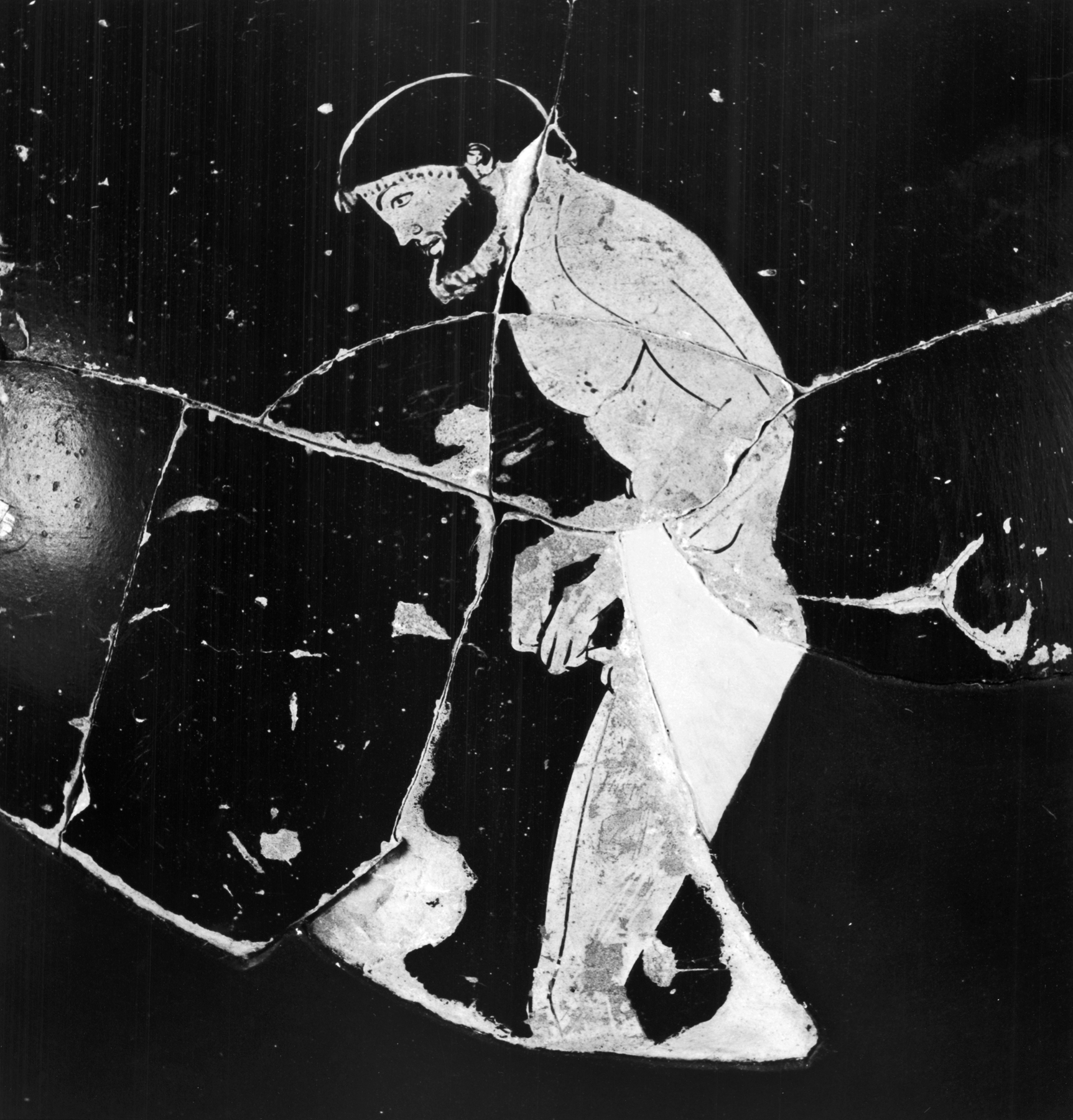
Um atleta estica o seu prepúcio, provavelmente para cinodesma (psítere do Pintor de Sirisco, circa 480 a.C.)

O cinodesma (em grego antigo κυνοδέσμη, de κύων "cão" e δεσμός "nó", ou seja, nó de cão) era uma fina tira de couro que usavam os atletas da Antiga Grécia para ocultar a glande quando praticavam desportos despidos, já que mostrá-la era considerado obsceno.
Era colocado no akropóstion, a parte do prepúcio que sobressai do pénis (em grego antigo há duas designações para duas partes do prepúcio: o posté (ποσθἡ), que cobre o pénis, incluindo a glande, e o akropóstion (ἀκροπόσθιον), o extremo que sobressai). Desta maneira evitava-se que durante o exercício ficasse visível a glande. A tira de couro podia ser atada em torno do ventre, para assim deixar à vista o escroto, ou então ser atada à base do pénis com uma espécie de laço, de forma que o pénis ficava curvado. Nem todos os atletas gregos usavam este dispositivo.
A primeira alusão a este costume aparece na literatura do século V a.C., na sátira de Ésquilo, parcialmente conservada, Theoroi. Igualmente se testemunha em representações de atletas em peças de cerâmica da época.